# كلية عمان الطبية
كلية عمان الطبية هي ثاني كلية طب في سلطنة عمان ، وتقع في محافظة مسقط وصحار في محافظة شمال الباطنة. يقع حرم الصيدلة في بوشر. يتم تدريس السنة الأولى كسنة أساسية، ويتم إكمال السنتين الثانية والثالثة قبل سنوات كلية الطب في حرم الكلية بصحار. يتم أيضًا إكمال جزء من الدورات الدراسية في الرستاق حيث يتلقى الطلاب دورات مع الأطباء في مستشفى الرستاق المرجعي. المستشفى المرتبط بحرم صحار هو مستشفى صحار، أحد أكبر المستشفيات الحكومية في البلاد. يمتد إجمالي عمل الدورة على مدى 7 سنوات والشهادة الممنوحة هي درجة دكتور في الطب (MD). يقدم حرم بوشر أيضًا درجة علمية في الصيدلة (بكالوريوس العلوم في الصيدلة). تمتد هذه الدرجة على مدى 5 سنوات ونصف.
والكلية حاليا تتبع الجامعة الوطنية للعلوم والتكنولوجيا وتحت مسمى كلية الطب والعلوم الصحية 
تضم كلية الطب والعلوم الصحية الأقسام التالية في الحرم الجامعي الكائن بصحار:
- علم التشريح والأعصاب
- الوظائف البشرية
- علم الأدوية
- علم الأحياء الدقيقة
- علم الأمراض
- العلوم الاجتماعية والسلوكية
- الطب الباطني
- الجراحة
- أمراض النساء والتوليد
- الكيمياء الحيوية
- طب الأطفال
- الصحة العامة
- طب الأسرة